# رشا ناجح
رشا ناجح هي إعلامية وفنانة سورية.

## حياتها
درست رشا تخصص اقتصاد علوم مالية مصرفية، وفيما بعد قامت بدراسة دبلوم إعلام في دمشق، وتلقت عددًا من الدورات التدريبية في قناة الجزيرة. رشحتها بثينة الإبراهيم زوجة طارق سويدان للعب دور البطولة في أوبريت «وعليك يا حبيب السلام».

## أعمالها
قدمت عددًا من البرامج، أولها «عيش ببساطة» على قناة الرسالة، وبرنامج «عقدتونا» والذي يتحدث عن العُقد الاجتماعية، وبرنامج «مطلوب مجانين» الذي يُبث عبر قناة العربي، والذي يُصور في مدينة حلب. عملت على إنتاج ألبوم «قواعد العشق للعارفين» لصالح شركة أي-بروديوسرز في مصر، وقد وُزعت الأغاني وصُورت بشكلٍ كامل في مدينة حلب.
شاركت رشا في الفيلم السوري «آخر قطرة جمال»، والذي حصلَ على المرتبة الثالثة من فئة الأفراد في مسابقة برنامج قمرة، ولكنها لم تستطع المشاركة في حفل التكريم الذي عُقدَ في دبي.